# Pomnik Jacka Malczewskiego w Radomiu
Pomnik Jacka Malczewskiego w Radomiu – pomnik zlokalizowany na skwerze u zbiegu ulic Malczewskiego i Struga.

## Historia i opis
Pomnik autorstwa Stanisława Radwańskiego odsłonięto 19 września 1985 roku z okazji inauguracji Dni Radomia. Na jego lokalizację wybrano skwer przed budynkiem Resursy Obywatelskiej, na którym rośnie również jeden z trzech zachowany w Polsce tzw. Dębów Wolności (zasadzony w 1918 roku). Pomnik składa się z rzeźby przedstawiającej malarza, ustawionej na granitowym cokole, na którym umieszczono napis:
JACEK MALCZEWSKI

1854 – 1929